# François Bausch

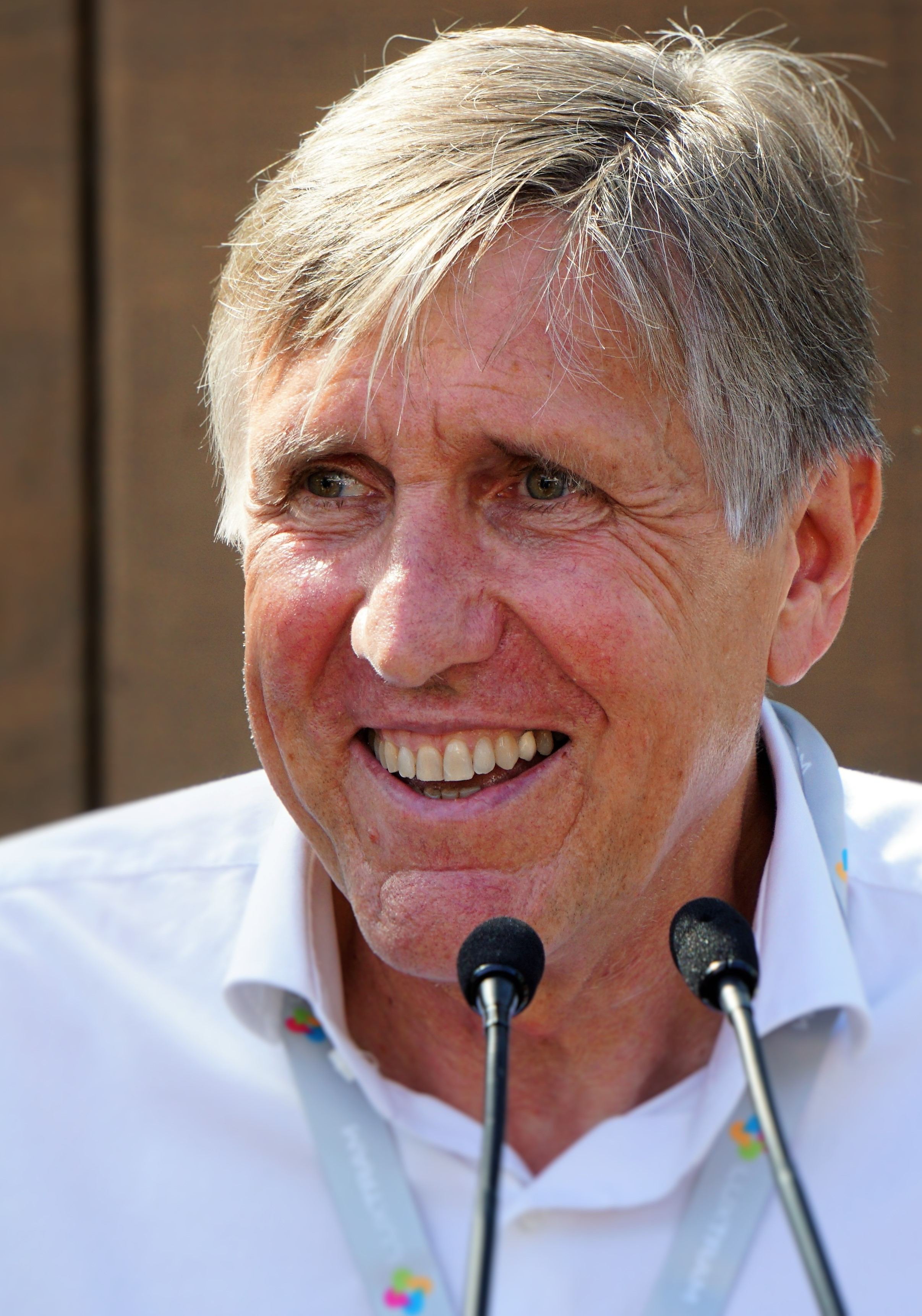
François Bausch

François Bausch (* 16. Oktober 1956 in Luxemburg) ist ein luxemburgischer Politiker im Ruhestand.
François Bausch ist seit 1986 Mitglied der luxemburgischen Grünen (déi gréng). Bei der Parlamentswahl 1989 wurde er zum ersten Mal ins luxemburgische Parlament gewählt. Bei den folgenden Wahlen schaffte er den Wiedereinzug. Im Parlament war er unter anderem Präsident des parlamentarischen Kontrollausschusses des luxemburgischen Geheimdienstes. Er war Fraktionspräsident der Grünen in der Chambre des Députés von 1999 bis 2013.
1994 wurde er erstmals in den Gemeinderat der Stadt Luxemburg gewählt. Von 2005 bis Dezember 2013 war er erster Schöffe der Stadt. In seiner Amtszeit wurden erstmals in größerem Maßstab Radverkehrsanlagen im Luxemburger Stadtgebiet angelegt, Busspuren für Radverkehr frei gegeben, erstmals im Staat Luxemburg zahlreiche Einbahnstraßen für Radverkehr in Gegenrichtung geöffnet und die Stadtbahnplanung forciert.
Bausch war in der Regierung Bettel-Schneider (4. Dezember 2013 bis 5. Dezember 2018) Minister für nachhaltige Entwicklung und Infrastruktur. Seit der Kammerwahl 2018 war er in der Regierung Bettel II Verteidigungsminister sowie Minister für Mobilität und öffentliche Arbeiten. Nachdem Félix Braz aus gesundheitlichen Gründen zurücktreten musste, ist er Vizepremierminister. Bis Juli 2020 war er zudem Minister für Innere Sicherheit. Dieses Amt gab er aufgrund einer Regierungsumbildung an Henri Kox ab. Das Kabinett trat am 9. Oktober 2023 zurück, woraufhin Luc Frieden von der CSV als neuer Regierungsbilder beauftragt wurde und Koalitionsgespräche mit der DP aufnahm. Am 17. November 2023 trat die neue Koalition von CSV-DP in Kraft.
Bausch hat eine Verkehrswende befürwortet und vorangetrieben. Die in seiner Zeit als Schöffe bei der Stadt Luxemburg geplante Stadtbahn wurde in seiner Zeit als Minister konkretisiert und gebaut, beginnend mit einer Strecke auf dem Kirchberg-Plateau, dem Bau des Bahnhof Pfaffenthal-Kirchberg und einer Standseilbahn zwischen dem am Hang liegenden Bahnhof und der Stadtbahn-Haltestelle  Rout Breck/Paffendal auf dem Plateau, die gleichzeitig eröffnet wurden. Seit dem 29. Februar 2020 ist in Luxemburg die Benutzung des öffentlichen Nahverkehrs und der 2. Klasse der Eisenbahn kostenlos.
Bausch trat am 10. Juli 2024 mit einer letzten Rede vom Mandat im Parlament zurück. Er hat damit aktuell kein Amt mehr inne. Seine Nachfolgerin ist Djuna Bernard.
Bausch besuchte das Gymnasium Lycée de Garçons in Esch an der Alzette. Vor seiner politischen Karriere war er Beamter der luxemburgischen Bahn.